# 3D-pen

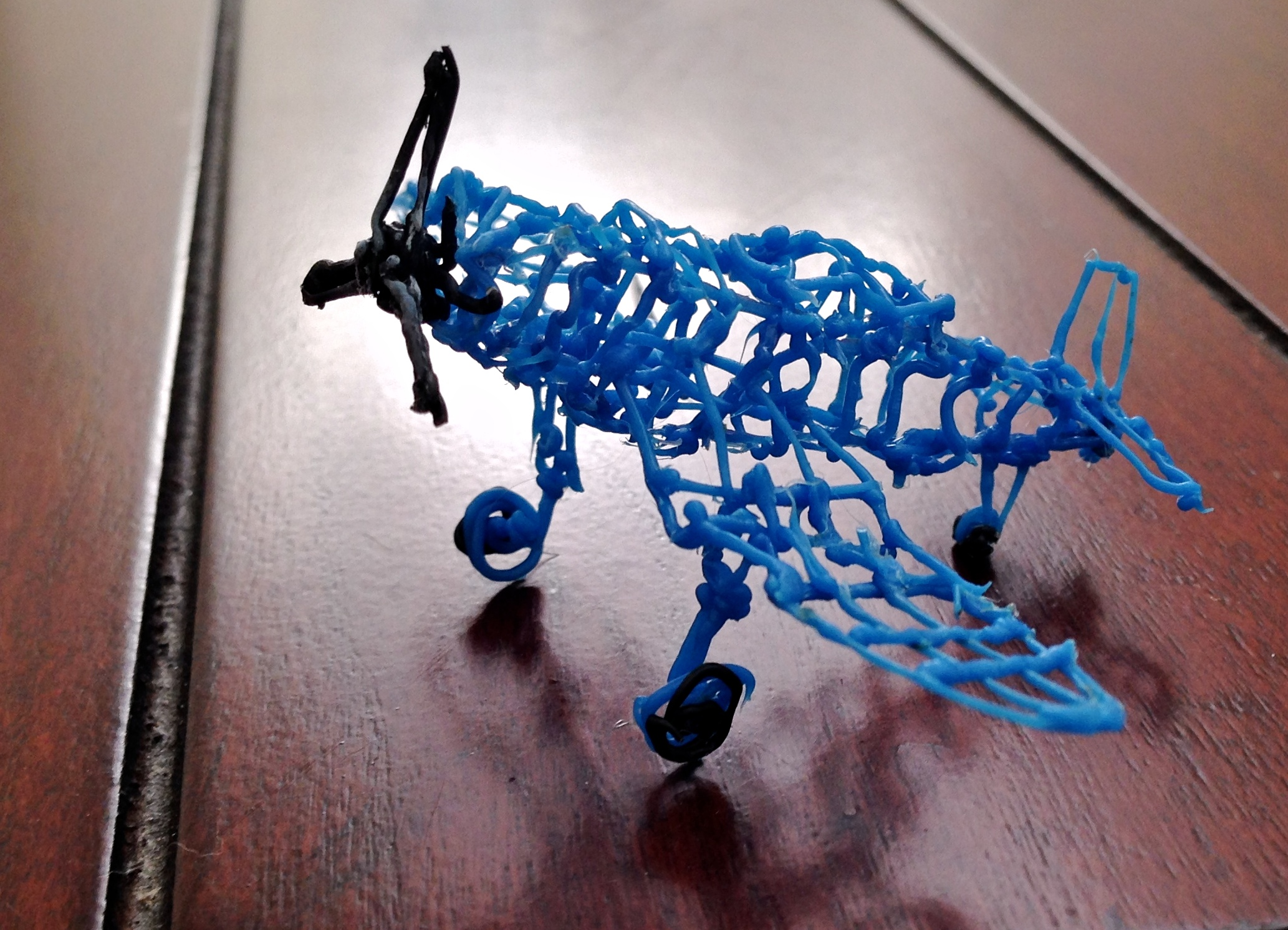
Een vliegtuigje gemaakt met een 3D-pen

Een 3D-pen is een pen waarmee laag na laag driedimensionale objecten kunnen worden opgebouwd. In tegenstelling tot een normale pen, gebruikt een 3D-pen plastic in plaats van inkt. In principe functioneert een 3D-pen net zoals een 3D-printer maar dan manueel (niet computergestuurd). De pen moet met filament, een speciaal soort plastic, worden gevuld. Dit wordt in de pen verwarmd en komt in vloeibare vorm uit de punt, vergelijkbaar met het functieprincipe van een lijmpistool. 
De pen wordt gebruikt voor het handmatig nabewerken van producten die zijn geprint met een 3D-printer, voor kleine huishoudelijke reparaties van plastic artikelen en als educatief speelgoed voor kinderen.
Voor de laatst genoemde toepassing staan speciale sjablonen ter beschikking. Met de verbreiding van de 3D-pennen is er tevens een nieuwe kunstvorm ontstaan: 3D pen art. 

## Geschiedenis
De 3Doodler, die is ontwikkeld door het Amerikaanse bedrijf WobbleWorks, is 's werelds eerste 3D-pen. De uitvinders, de ingenieurs Max Bogue en Peter Dilworth, bouwden in 2012 in de gemeenschapswerkplaats van Artisan's Asylum een prototype. Een crowdfundingcampagne begin 2013 bij Kickstarter bracht voor de productie van de pen $ 2,3 miljoen op. Nadat de verkoop hard liep werden er meer modellen geproduceerd, in januari 2015 gevolgd door een andere versie van de pen.
Na het succes van de 3Doodler kwamen er ook 3D-pennen van andere fabrikanten op de markt. Een verdere ontwikkeling zijn 3D-pennen die werken met vloeibare fotopolymeren die uitharden onder invloed van ultraviolet licht. De CreoPop was daarbij de eerste.